# Ký ức tội ác
Ký ức tội ác (tiếng Hàn: 본 대로 말하라; Romaja: Bon Daero Malhara; dịch nghĩa đen: "Tell Me What You Saw") là bộ phim truyền hình Hàn Quốc ra mắt năm 2020 với sự tham gia của Jang Hyuk, Choi Soo-young và Jin Seo-yeon. Bộ phim được phát sóng trên OCN từ ngày 1 tháng 2 đến ngày 22 tháng 3 năm 2020. Tại Việt Nam, bộ phim được mua bản và công chiếu trên nền tảng dịch vụ xem phim trực tuyến FPT Play.

## Tóm tắt
Oh Hyun Jae (Jang Hyuk) từng là một chuyên gia phân tích tâm lý tội phạm hàng đầu. Anh đã phá được rất nhiều vụ án bởi tài năng của mình, tuy nhiên một vụ tai nạn được gây ra bởi một kẻ sát nhân hàng loạt đã cướp đi tính mạng vị hôn thê của Hyun Jae. Sau vụ tai nạn kinh hoàng ấy, Oh Hyun Jae hoàn toàn biến mất và sống cuộc đời ẩn dật. Cha Soo Young (Soo Young) là một cảnh sát ở vùng quê. Cô có một khả năng đặc biệt, có thể ghi nhớ tất cả mọi thứ cô đã nhìn thấy. Bởi khả năng này, Soo Young được lựa chọn để phối hợp với Oh Hyun Jae để bắt kẻ sát nhân hàng loạt.

## Diễn viên

### Vai chính
- Jang Hyuk vai Oh Hyun-jae

Vị hôn thê của Oh Hyun Jae đã bị kẻ sát nhân hàng loạt cướp đi tính mạng
- Choi Soo-young vai Cha Soo-young

Cô là một cảnh sát vùng quê, có một khả năng đặc biệt, có thể ghi nhớ tất cả mọi thứ cô đã nhìn thấy.

### Vai phụ

#### Cơ quan Cảnh sát Thủ đô Mucheon
- Jin Seo-yeon vai Hwang Ha-young

Trưởng nhóm của Đơn vị Điều tra Khu vực (RIU).
- Jang Hyun-sung vai Choi Hyung-pil

Một giám đốc cấp cao đầy tham vọng của Cơ quan Cảnh sát Thủ đô Mucheon.
- Ryu Seung-soo vai Yang Man-soo

Một thám tử kỳ cựu trong Đơn vị Điều tra Khu vực (RIU).
- Shin Soo-ho vai Jang Tae-sung

Một thám tử liều lĩnh trong RIU.
- Yoo Hee-je vai Lee Ji-min

Một thám tử đầu óc thông minh nhanh nhẹn trong RIU.

#### Những người xung quanh Oh Hyun-jae
- Lee Si-won vai Han I-su

Vị hôn thê của Hyun-jae, một nghệ sĩ cello xuất sắc.

#### Những người xung quanh Cha Soo-young
- Ha Sung-kwang vai Cha Man-suk

Cha của Soo-young, một người câm điếc.
- Eum Moon-suk as Kang Dong-sik

Một cảnh sát vùng quê từng là đối tác của Soo-young.

## Nhạc phim

### Phần 1
| Phát hành vào 8 tháng 2 năm 2020 | Phát hành vào 8 tháng 2 năm 2020 | Phát hành vào 8 tháng 2 năm 2020 | Phát hành vào 8 tháng 2 năm 2020 |
| STT                              | Nhan đề                          | Nghệ sĩ                          | Thời lượng                       |
| -------------------------------- | -------------------------------- | -------------------------------- | -------------------------------- |
| 1.                               | "Be Colored" (물들어간다)        | Kim Yoon-ah                      | 3:20                             |
| 2.                               | "Be Colored" (Inst.)             |                                  | 3:20                             |

### Phần 2
| Phát hành vào 15 tháng 2 năm 2020 | Phát hành vào 15 tháng 2 năm 2020 | Phát hành vào 15 tháng 2 năm 2020 | Phát hành vào 15 tháng 2 năm 2020 |
| STT                               | Nhan đề                           | Nghệ sĩ                           | Thời lượng                        |
| --------------------------------- | --------------------------------- | --------------------------------- | --------------------------------- |
| 1.                                | "This Game"                       | Lee Ba-da                         | 3:27                              |
| 2.                                | "This Game" (Inst.)               |                                   | 3:27                              |

### Phần 3
| Phát hành vào 22 tháng 2 năm 2020 | Phát hành vào 22 tháng 2 năm 2020 | Phát hành vào 22 tháng 2 năm 2020 | Phát hành vào 22 tháng 2 năm 2020 |
| STT                               | Nhan đề                           | Nghệ sĩ                           | Thời lượng                        |
| --------------------------------- | --------------------------------- | --------------------------------- | --------------------------------- |
| 1.                                | "Remember" (기억해)               | Kim Han-kyul                      | 4:02                              |
| 2.                                | "Remember" (Inst.)                |                                   | 4:02                              |

### Phần 4
| Phát hành vào 29 tháng 2 năm 2020 | Phát hành vào 29 tháng 2 năm 2020 | Phát hành vào 29 tháng 2 năm 2020 | Phát hành vào 29 tháng 2 năm 2020 |
| STT                               | Nhan đề                           | Nghệ sĩ                           | Thời lượng                        |
| --------------------------------- | --------------------------------- | --------------------------------- | --------------------------------- |
| 1.                                | "Sinner"                          | Darin                             | 3:10                              |
| 2.                                | "Sinner" (Inst.)                  |                                   | 3:10                              |

### Phần 5
| Phát hành vào 7 tháng 3 năm 2020 | Phát hành vào 7 tháng 3 năm 2020 | Phát hành vào 7 tháng 3 năm 2020 | Phát hành vào 7 tháng 3 năm 2020 |
| STT                              | Nhan đề                          | Nghệ sĩ                          | Thời lượng                       |
| -------------------------------- | -------------------------------- | -------------------------------- | -------------------------------- |
| 1.                               | "What You See"                   | Ugly Duck                        | 3:30                             |
| 2.                               | "What You See" (Inst.)           |                                  | 3:30                             |

### Phần 6
| Phát hành vào 14 tháng 3 năm 2020 | Phát hành vào 14 tháng 3 năm 2020 | Phát hành vào 14 tháng 3 năm 2020 | Phát hành vào 14 tháng 3 năm 2020 |
| STT                               | Nhan đề                           | Nghệ sĩ                           | Thời lượng                        |
| --------------------------------- | --------------------------------- | --------------------------------- | --------------------------------- |
| 1.                                | "Price 2 Pay"                     | Fondres                           | 3:23                              |
| 2.                                | "Price 2 Pay" (Inst.)             |                                   | 3:23                              |

## Tỷ lệ người xem
| Mùa | Mùa | Số tập | Số tập | Số tập | Số tập | Số tập | Số tập | Số tập | Số tập | Số tập | Số tập | Số tập | Số tập | Số tập | Số tập | Số tập | Số tập | Trung bình |
| Mùa | Mùa | 1      | 2      | 3      | 4      | 5      | 6      | 7      | 8      | 9      | 10     | 11     | 12     | 13     | 14     | 15     | 16     | Trung bình |
| --- | --- | ------ | ------ | ------ | ------ | ------ | ------ | ------ | ------ | ------ | ------ | ------ | ------ | ------ | ------ | ------ | ------ | ---------- |
|     | 1   | 546    | 902    | 436    | 901    | 631    | 926    | N/A    | 901    | N/A    | 945    | 678    | 958    | 707    | 977    | 601    | 1192   | N/A        |

| Tập | Ngày phát sóng      | Tiêu đề                        | Tỷ lệ người xem trung bình (AGB Nielsen) | Tỷ lệ người xem trung bình (AGB Nielsen) |
| Tập | Ngày phát sóng      | Tiêu đề                        | Toàn quốc                                | Seoul                                    |
| --- | ------------------- | ------------------------------ | ---------------------------------------- | ---------------------------------------- |
| 1 | 1 tháng 2 năm 2020  | An instant, 1/75th of a second | 2.031%                                   | 2.357%                                   |
| 2 | 2 tháng 2 năm 2020  | Ghost Image                    | 3.256%                                   | 3.692%                                   |
| 3 | 8 tháng 2 năm 2020  | Evidence                       | 1.668%                                   | —                                        |
| 4 | 9 tháng 2 năm 2020  | Signature                      | 3.310%                                   | 3.773%                                   |
| 5 | 15 tháng 2 năm 2020 | Inattentional Blindness        | 2.221%                                   | 2.622%                                   |
| 6 | 16 tháng 2 năm 2020 | Velocity                       | 3.538%                                   | 4.433%                                   |
| 7 | 22 tháng 2 năm 2020 | Reflection                     | 1.840%                                   | —                                        |
| 8 | 23 tháng 2 năm 2020 | Variable                       | 3.687%                                   | 4.287%                                   |
| 9 | 29 tháng 2 năm 2020 | Optical Illusion               | 2.224%                                   | —                                        |
| 10 | 1 tháng 3 năm 2020  | Decalcomanie                   | 3.364%                                   | 4.161%                                   |
| 11 | 7 tháng 3 năm 2020  | Dice                           | 2.537%                                   | 3.016%                                   |
| 12 | 8 tháng 3 năm 2020  | Motion                         | 3.753%                                   | 4.182%                                   |
| 13 | 14 tháng 3 năm 2020 | Random                         | 2.387%                                   | 2.909%                                   |
| 14 | 15 tháng 3 năm 2020 | Explosion                      | 3.759%                                   | 4.369%                                   |
| 15 | 21 tháng 3 năm 2020 | Trinity                        | 2.430%                                   | 3.108%                                   |
| 16 | 22 tháng 3 năm 2020 | Liber Proverbiorum 6:17        | 4.388%                                   | 5.028%                                   |
| Trung bình | Trung bình          | Trung bình                     | 2.900%                                   | —                                        |
| - Trong bảng trên đây, số màu xanh biểu thị cho tỷ lệ người xem thấp nhất và số màu đỏ biểu thị cho tỷ lệ người xem cao nhất:. - N/A biểu thị đánh giá không hiển thị. - Bộ phim này được phát sóng trên hệ thống các kênh truyền hình cáp/trả phí nên số lượng người xem thấp hơn so với truyền hình miễn phí (ví dụ như KBS, SBS, MBC hayEBS). |                     |                                |                                          |                                          |